# Purity Ring
Purity Ring es un grupo de música canadiense de pop electrónico. Está conformado por Corin Roddick, productor y encargado de instrumentos, y Megan James, vocalista.

## Trayectoria
En 2010 ambos formaban parte de la banda Gobble Gobble, cuando el grupo se encontraba en una gira promocional Roddick comenzó a experimentar con la producción música electrónica y la creación de beats. James fue invitada a interpretar la primera canción de Roddick, denominada Ungirthed, dando forma a Purity Ring. Este tema fue publicado en enero de 2011.
El 3 de abril de 2012 se anunció que el grupo firmó con el sello 4AD para su distribución mundial, mientras que en el mercado canadiense lo haría el sello Last Gang Records. Posteriormente, a finales del mismo mes se lanzó el sencillo Obedear, además de darse a conocer el lanzamiento del primer álbum, llamado Shrines, el cual fue publicado el 24 de julio de 2012.
En 2014 el grupo anunció que se encontraba trabajando en su segundo álbum, el 3 de diciembre se publicó el sencillo Push Pull. El segundo álbum, llamado Another Eternity, fue publicado en marzo de 2015. El 19 de enero de 2016 el grupo se presentó en el late show Conan, siendo su primera presentación en la televisión estadounidense. En abril del mismo año el grupo formó parte del cartel del Festival de Música y Artes de Coachella Valley. En noviembre de 2016 Obedear fue seleccionada como la canción de cabecera de la serie televisiva de comedia negra Search Party, emitida por el canal de televisión estadounidense TBS y posteriormente por la plataforma de streaming HBO Max.
En 2017 los integrantes de la banda coescribieron y produjeron cuatro canciones del álbum Witness de la cantante estadounidense Katy Perry. Además, el grupo lanzó un nuevo sencillo denominado Asido en celebración del quinto aniversario de Shrines, su primer álbum. En agosto de 2018 una canción no publicada por la banda fue utilizada para el tráiler de la serie web The Innocents, lanzada por Netflix.
En febrero de 2020 el grupo publicó un enlace a un sitio web con un rompecabezas interactivo el cual al ser resuelto revelaba un nuevo tema llamado Pink Lightning, siendo el primer sencillo de su tercer álbum, denominado Womb, el cual se publicó el 3 de abril de 2020.
El 3 de junio de 2022 la banda publicó un nuevo EP denominado Graves. El 25 de julio de 2023 Purity Ring lanzó un nuevo sencillo, Shines, en conjunto con el dúo Black Dresses.
El 5 de junio de 2025 el dueto lanzó dos nuevas canciones: una denominada many lives y otra llamada part ii.

## Miembros
- Corin Roddick – Instrumentos y producción (2010 – presente)
- Megan James – Vocalista (2010 – presente), producción (2020 – presente)

## Discografía

### Álbumes de estudio
- Shrines (4AD / Last Gang Records, 2012)
- Another Eternity (4AD, 2015)
- Womb (4AD, 2020)

### EPs
- Graves (The Fellowship, 2022)